# Klasztor Stawrowouni
Stawrowouni (dosł. Góra Krzyża Świętego) – prawosławny klasztor na górze o tej samej nazwie, w dystrykcie Larnaka, na Cyprze.
Według tradycji Cypryjskiego Kościoła Prawosławnego, założycielką klasztoru była cesarzowa bizantyjska Helena. Miała ona odnaleźć relikwie krzyża, na którym zmarł Jezus Chrystus, oraz krzyży dwóch ukrzyżowanych razem z nim łotrów. W czasie podróży statkiem do Konstantynopola sztorm zmusił ją do zatrzymania się na Cyprze, gdzie też miała pozostawić jeden z trzech krzyży, fundując zarazem klasztor dla oddawania mu czci.
Źródła pisane potwierdzają istnienie wspólnoty mniszej i jej istotne znaczenie dla życia religijnego na wyspie w IV stuleciu, co czyni z klasztoru najstarszą tego typu wspólnotę Cypru. W 1106 na wyspie przebywał ruski igumen Daniel, który opisał monaster z przechowywanymi w nim relikwiami Świętego Krzyża. Kolejne relacje dotyczące klasztoru pozostawili w XIII i XIV w. podróżnicy z zachodu Europy. Relikwie krzyża zostały wywiezione z tego miejsca przed końcem XVI w. przez Turków, a ich dalsze losy nie są znane. Z kolei wielki pożar w 1888 niemal całkowicie zniszczył starsze zabudowania kompleksu klasztornego.
W XX wieku klasztor został odremontowany. Jeden z zamieszkujących go zakonników, Kallinik, odnowił zachowane freski i ikony. Kompozycje na ścianach kompleksu obiektów nawiązują do legendarnych początków wspólnoty.
Mnichów klasztoru obowiązuje reguła opracowania przez Dionizego, pierwszego przełożonego wspólnoty. Jest to jedyny klasztor prawosławny na Cyprze, w którym obowiązuje zakaz wstępu kobiet. Najważniejszym obiektem kultu w Stawrowouni jest srebrny relikwiarz w kształcie krzyża z niewielką cząstką Świętego Krzyża.